# Irma Josefa Gamundí
Irma Josefa Gamundí de Amos (Buenos Aires, 13 de enero de 1927-Bariloche, 17 de octubre de 2023) fue una micóloga, botánica, curadora, ilustradora y profesora argentina. 
Desarrolló actividades académicas en el "Centro Regional Universitario Bariloche", de la Universidad Nacional del Comahue, y anteriormente como directora del Instituto Spegazzini, de la Facultad de Ciencias Naturales y Museo, Universidad Nacional de La Plata.
Obtuvo su doctorado en ciencias naturales, con orientación biológica, en la Facultad de Ciencias Exactas y Naturales de la Universidad de Buenos Aires. Se especializó en Micología en Universidad de Columbia (EE. UU.) y en el Royal Botanic Gardens, Kew (Reino Unido). Ha realizado ilustraciones de hongos, de calidad superlativa.

## Libros
- irma j. Gamundí de Amos, egon Horak. 1993. Hongos de los bosques Andino-Patagónicos: guía para el reconocimiento de las especies más comunes y atractivas. Ed. V. Mazzini. 141 pp. ISBN 9509906379

## Honores
Miembro
- Sociedad Argentina de Ciencias Naturales
- Sociedad Argentina de Botánica
- de honor de la Asociación Latino-Americana de Micología

Premio
- 2003, Premio Konex, Biología Vegetal.
- La abreviatura «Gamundí» se emplea para indicar a Irma Josefa Gamundí como autoridad en la descripción y clasificación científica de los vegetales.[2]